# Juraj Marušiak
Juraj Marušiak (Bratislava, 10 luglio 1970) è un politico, storico, giornalista e traduttore slovacco.
Appartiene alla corrente moderata dei socialdemocratici locali.

## Biografia
Marušiak si è laureato alla facoltà delle arti dell'Università Comenio di Bratislava nel 1994. Dal 1996 ha lavorato all'Istituto di Scienze politiche dell'Accademia slovacca delle scienze, dove ha conseguito il dottorato di ricerca nel 2003.